# Mike Irungu
Mike Irungu, (født 11. november 1959) i Kenya, var en bantamvægtsbokser, der boksede hovedparten af sine professionelle kampe i Danmark. 
Som amatør vandt Irungu guld i fluevægt ved Commonwealth Games 1978. Ved samme arrangement vandt landsmanden Stephen Muchoki guld i let-fluevægt, og ligesom Muchoki drog også Mike Irungu til Danmark for at starte en karriere som professionel. 
Mike Irungu debuterede som professionel i Randers Hallen den 7. februar 1980, da han slog den rutinerede italiener Luigi Tessarin ud i 2. omgang. Irungu blev ført hurtigt frem, og efter blot 7 kampe blev Irungu den 21. maj 1981 matchet mod den stærke australier Paul Ferreri i en kamp om det Britiske Imperiemesterskab. Titlen var blevet ledig, da den hidtidige mester, waliseren Johnny Owen, døde efter at være blevet stoppet i en VM-kamp. 
Paul Ferreri havde erfaring fra 78 professionelle kampe, og havde tidligere været imperiemester i bantamvægt, og var regerende australsk mester i bantam-, fjer og superfjervægt. Irungu boksede en flot kamp, men australieren viste sig for rutineret for Irungu, der måtte se sig besejret på point efter 15 omgange. 
Irungu boksede yderligere to kampe i Danmark, hvorefter samarbejdet med Mogens Palle ophørte. Irungu boksede tre kampe i Afrika og London, hvorefter han i 1985 opgav karrieren med kun et enkelt nederlag i sine 13 kampe.
8 år efter gjorde han den 17. juni 1993 comeback i en kamp om det kenyanske mesterskab i bantamvægt, som han vandt på point over 12 omgange over Musa Njue. I sin næste kamp tabte han dog titlen til Steve Mwema. Næste kamp blev også tabt, og Irungu indstillede herefter karrieren definitivt 14 år efter debuten i Randers. 
Mike Irungu opnåede i alt 17 kampe, hvoraf 13 blev vundet (5 før tid) og 4 tabt på point. 